# Pollenia rudis
Pollenia rudis är en tvåvingeart som först beskrevs av Fabricius 1794.  Pollenia rudis ingår i släktet vindsflugor, och familjen spyflugor. Arten är reproducerande i Sverige. Inga underarter finns listade i Catalogue of Life.

## Bildgalleri

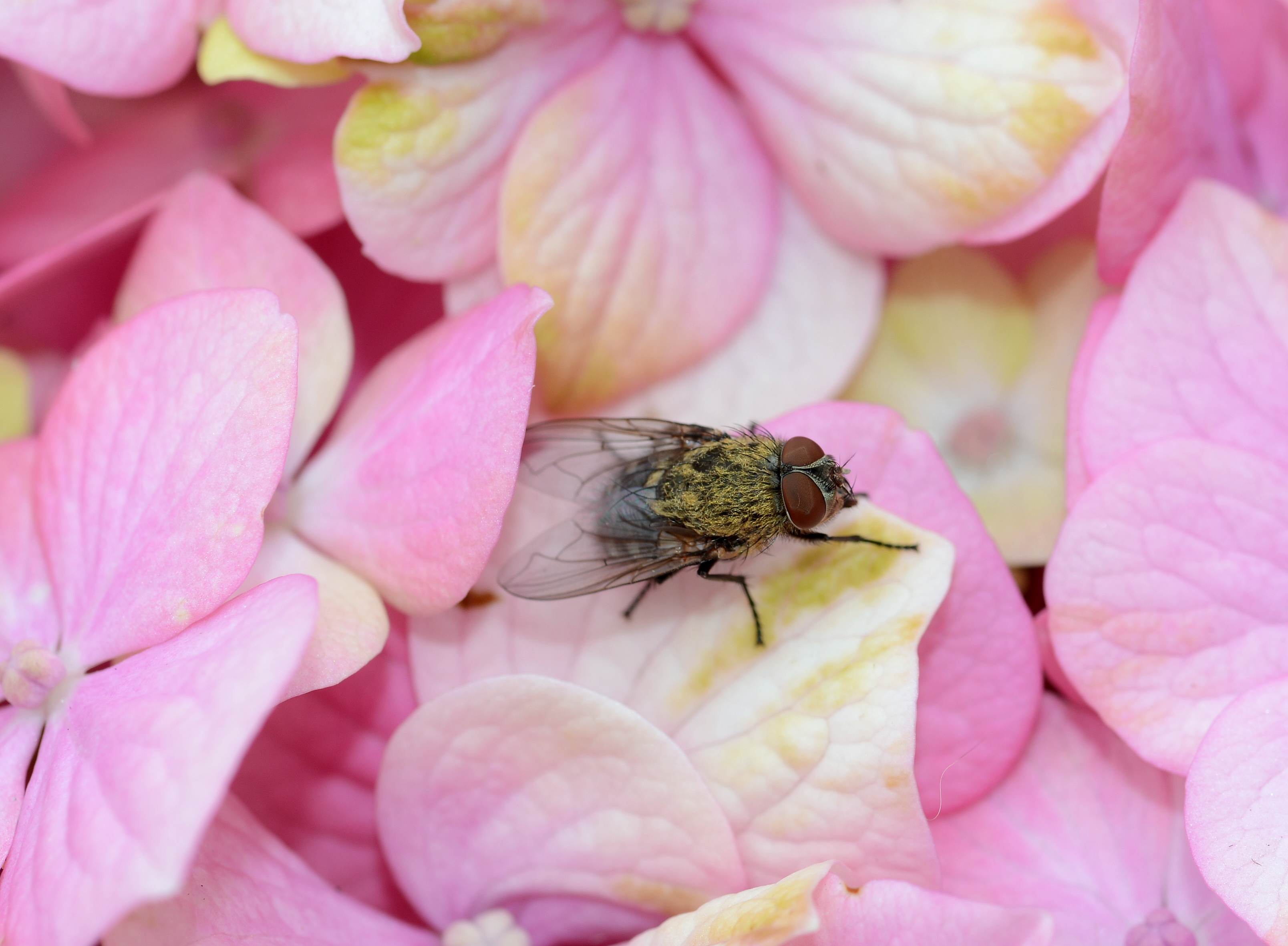
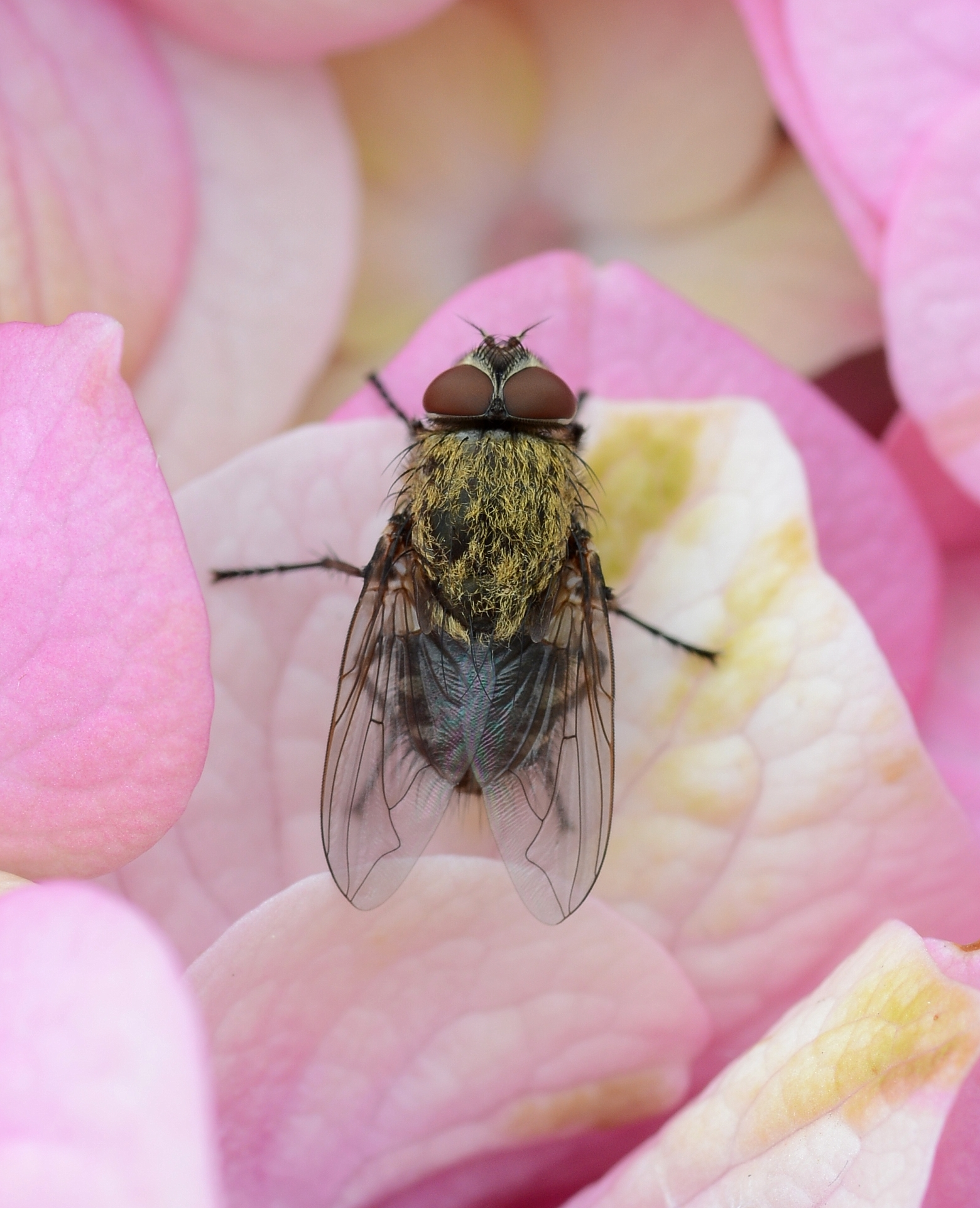
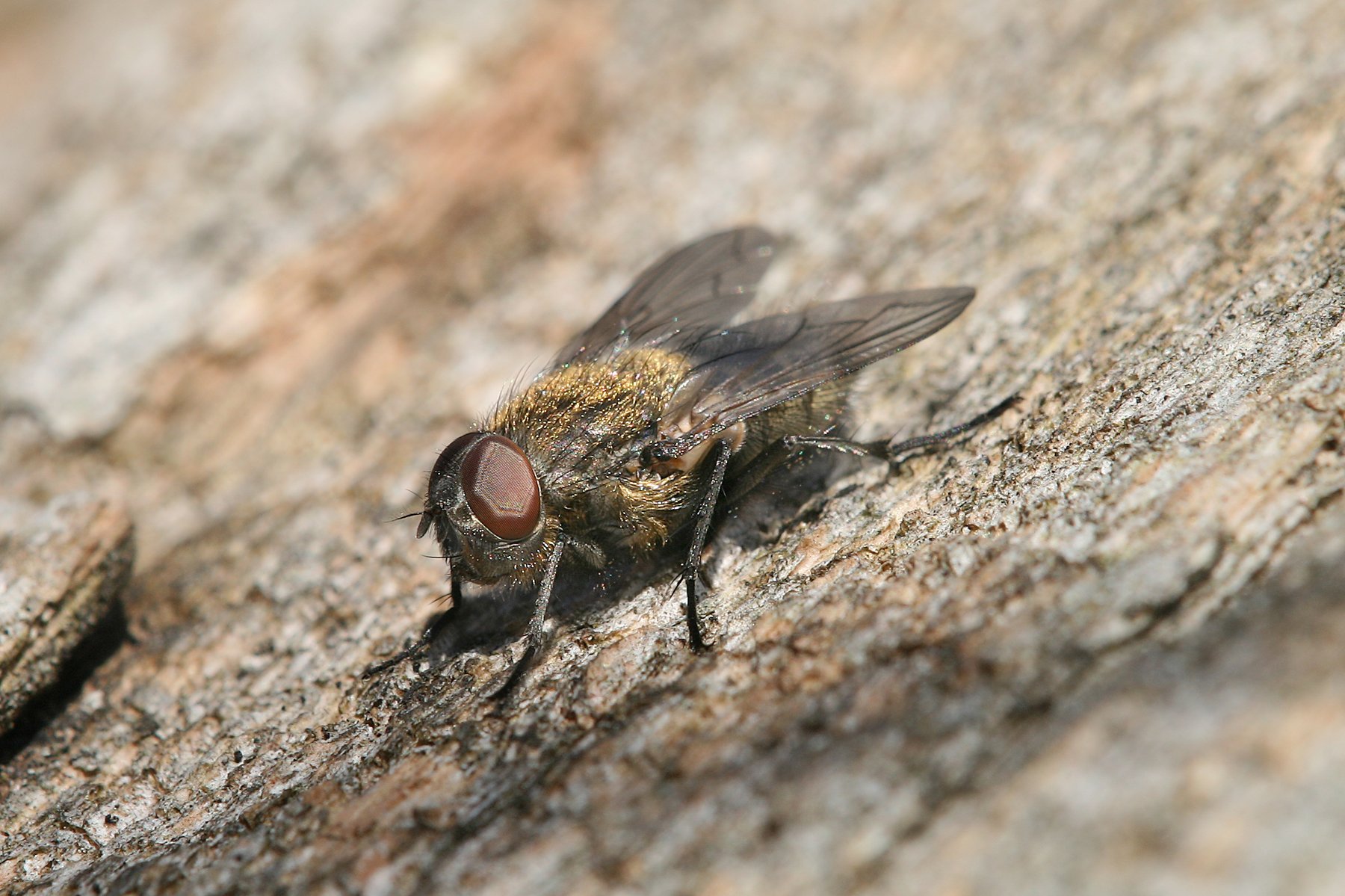
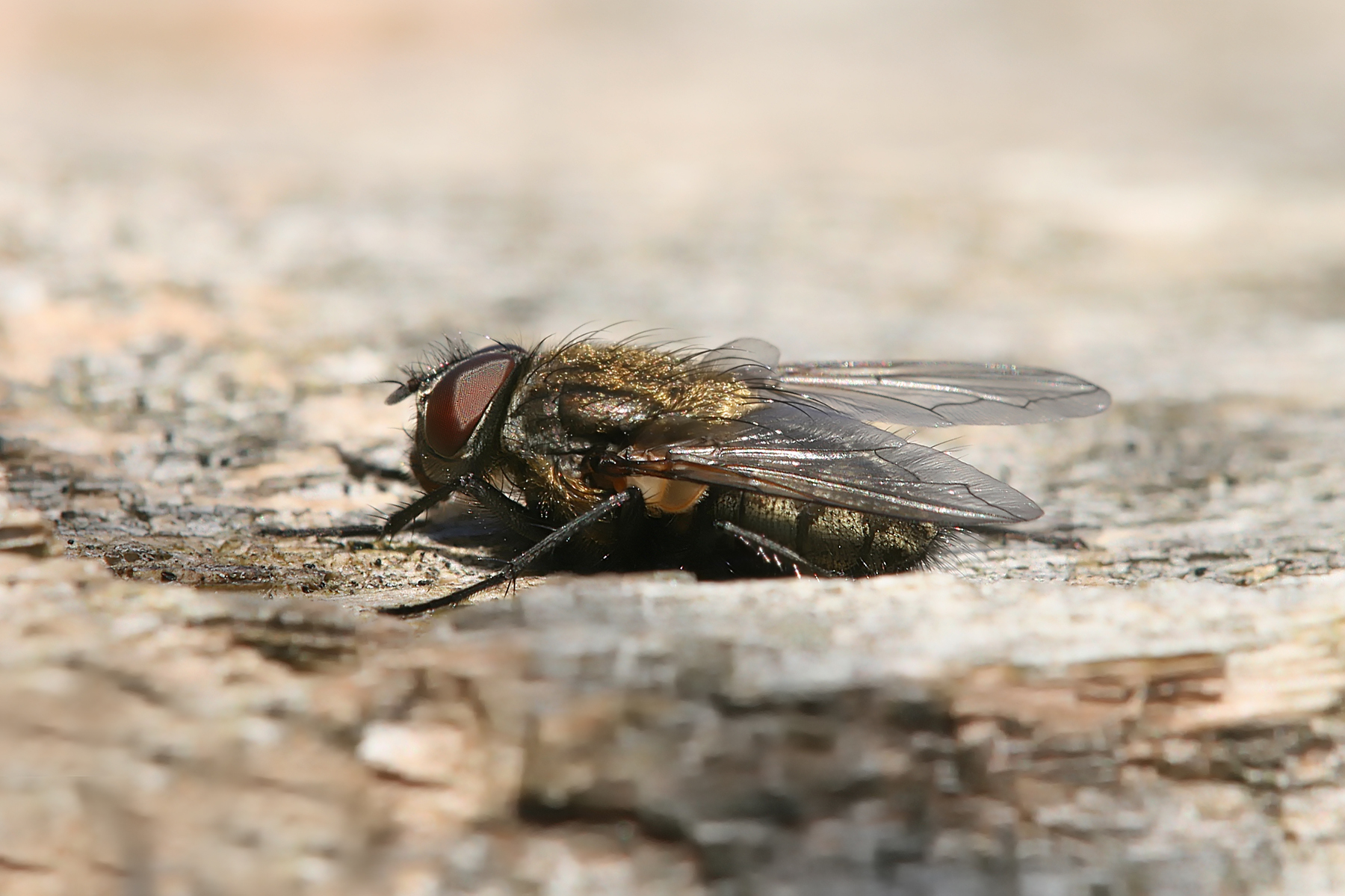
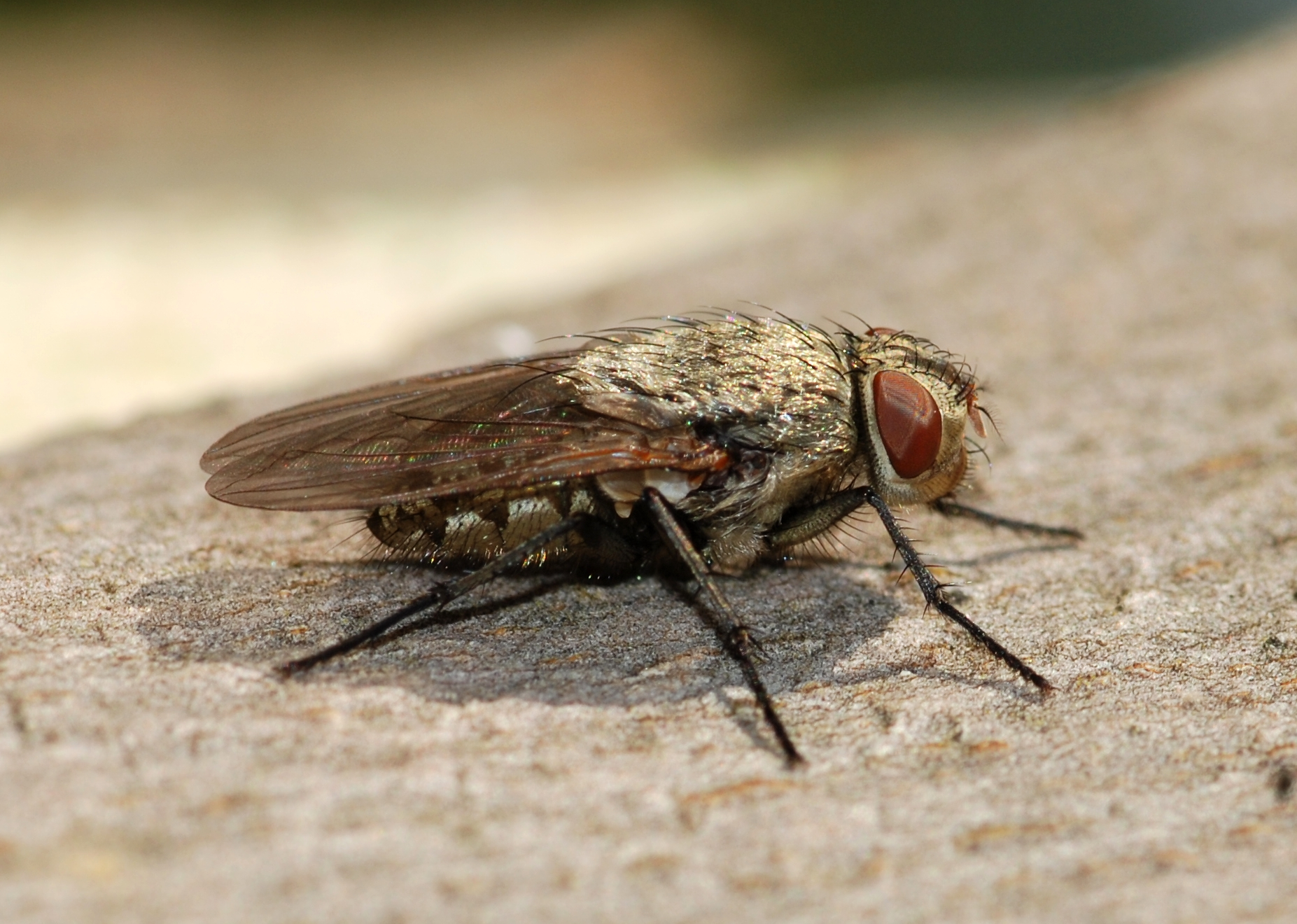
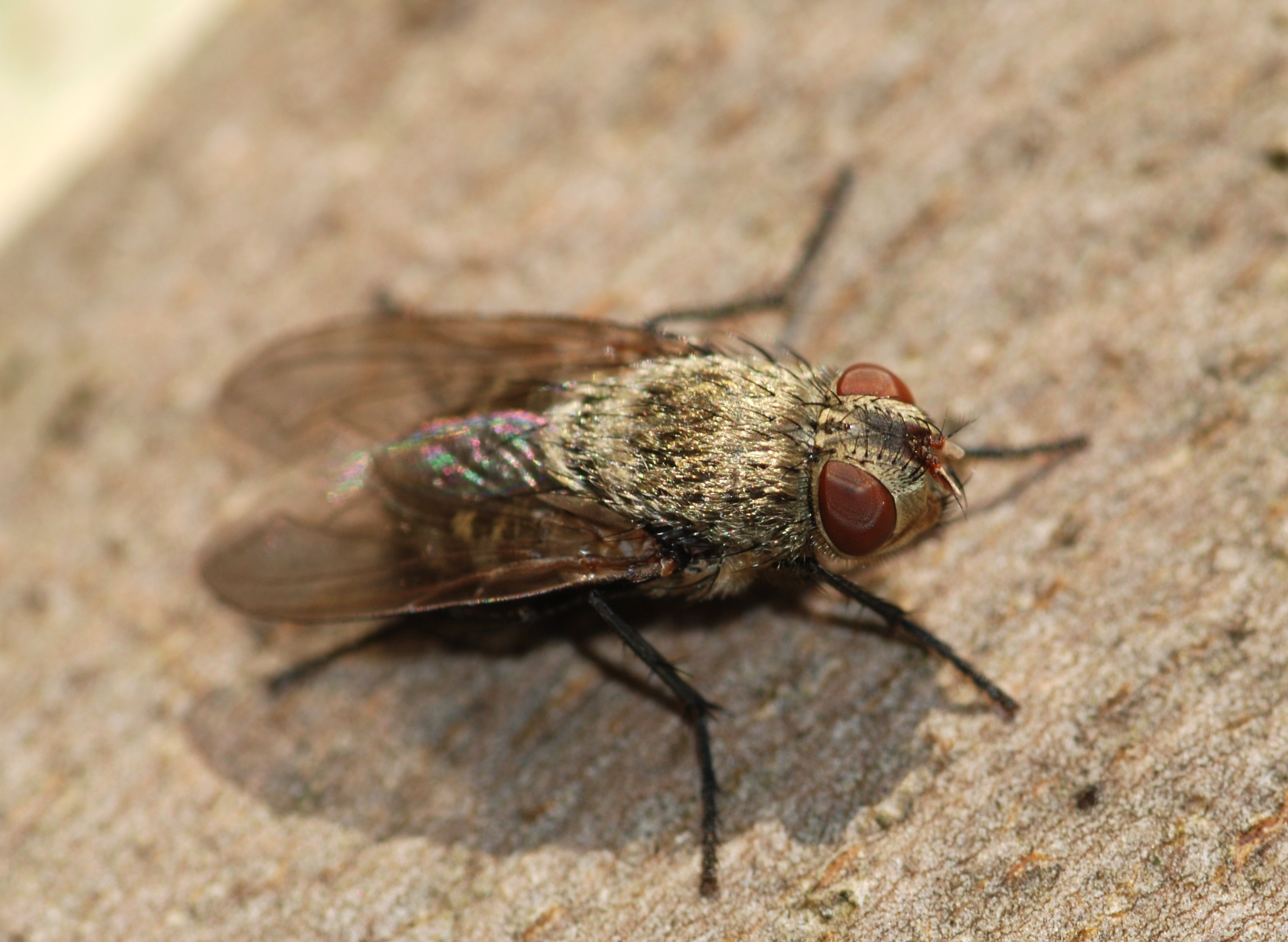